# Réserve naturelle régionale de la seigne des Barbouillons
La réserve naturelle régionale de la Seigne des Barbouillons (RNR281) est une réserve naturelle régionale située à Mignovillard en Bourgogne-Franche-Comté. Classée en 2014, elle occupe une surface de 34,6 hectares et protège une tourbière bombée ainsi que ses milieux humides périphériques. 

## Localisation

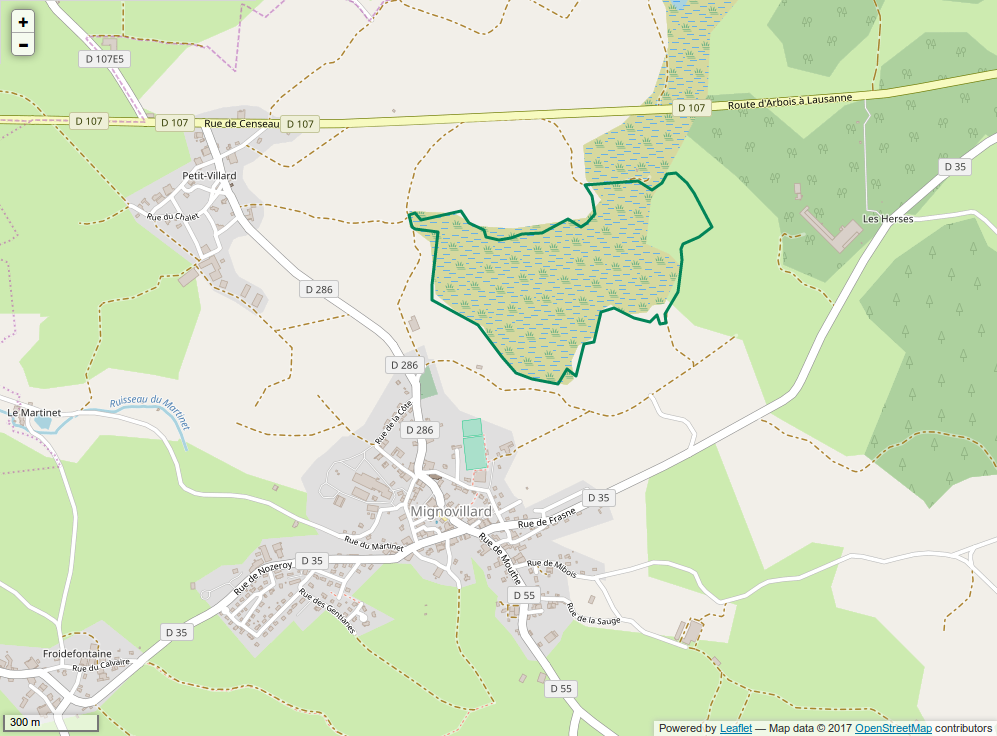
Périmètre de la réserve naturelle.

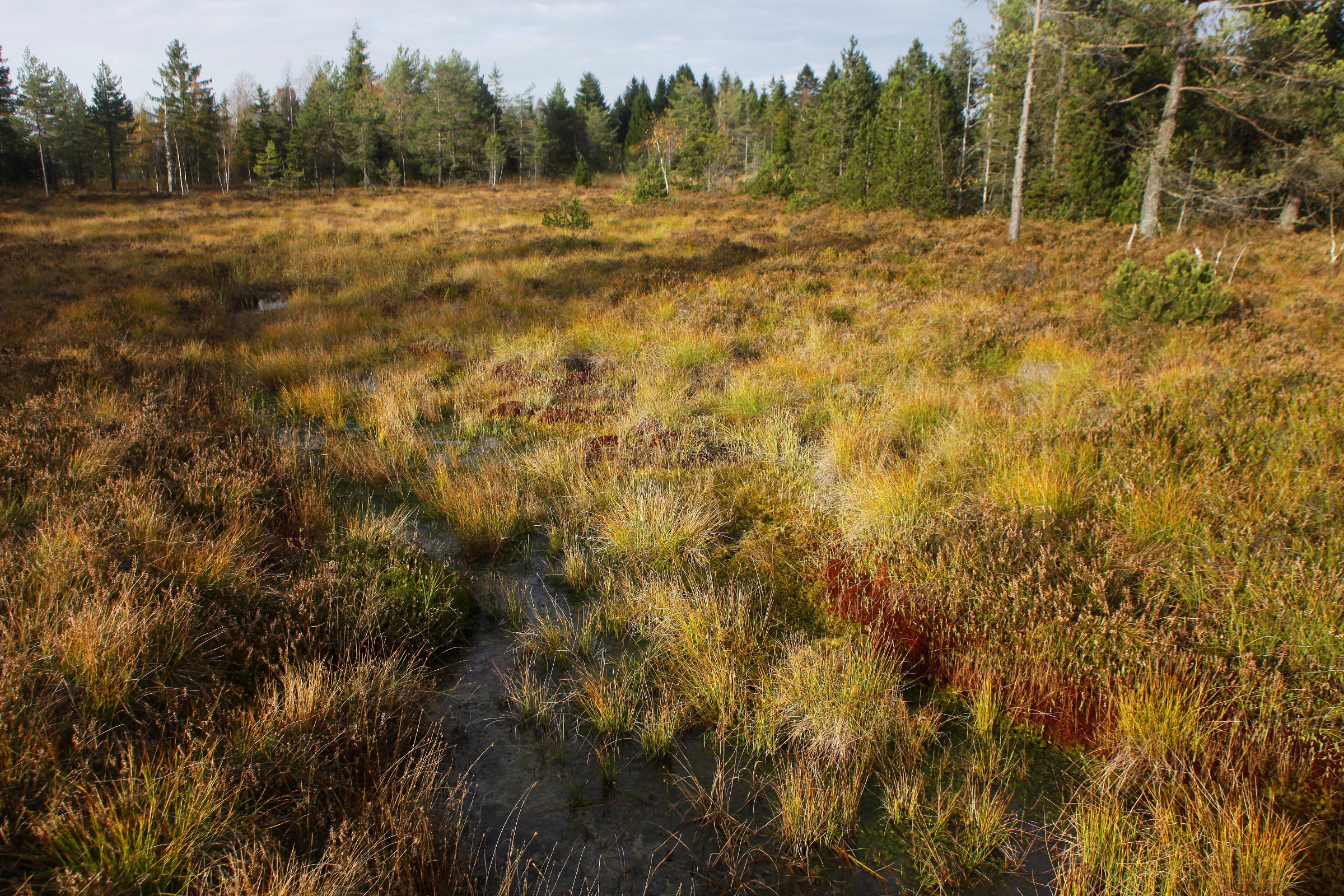
Vue de la tourbière

Le territoire de la réserve naturelle est dans le département du Jura, sur la commune de Mignovillard.

## Histoire du site et de la réserve
La tourbière a été exploitée à partir de 1760.
Le site a initialement été classé en réserve naturelle volontaire le 19 février 1987 pour une surface de 14,6 ha.

## Écologie (biodiversité, intérêt écopaysager…)
Le site est situé au sud-ouest du bassin du Drugeon. Il correspond à une tourbière bombée (ou seigne) isolée au milieu de prairies agricoles et contient une mosaïque de milieux typiques des milieux à sphaignes.

### Flore

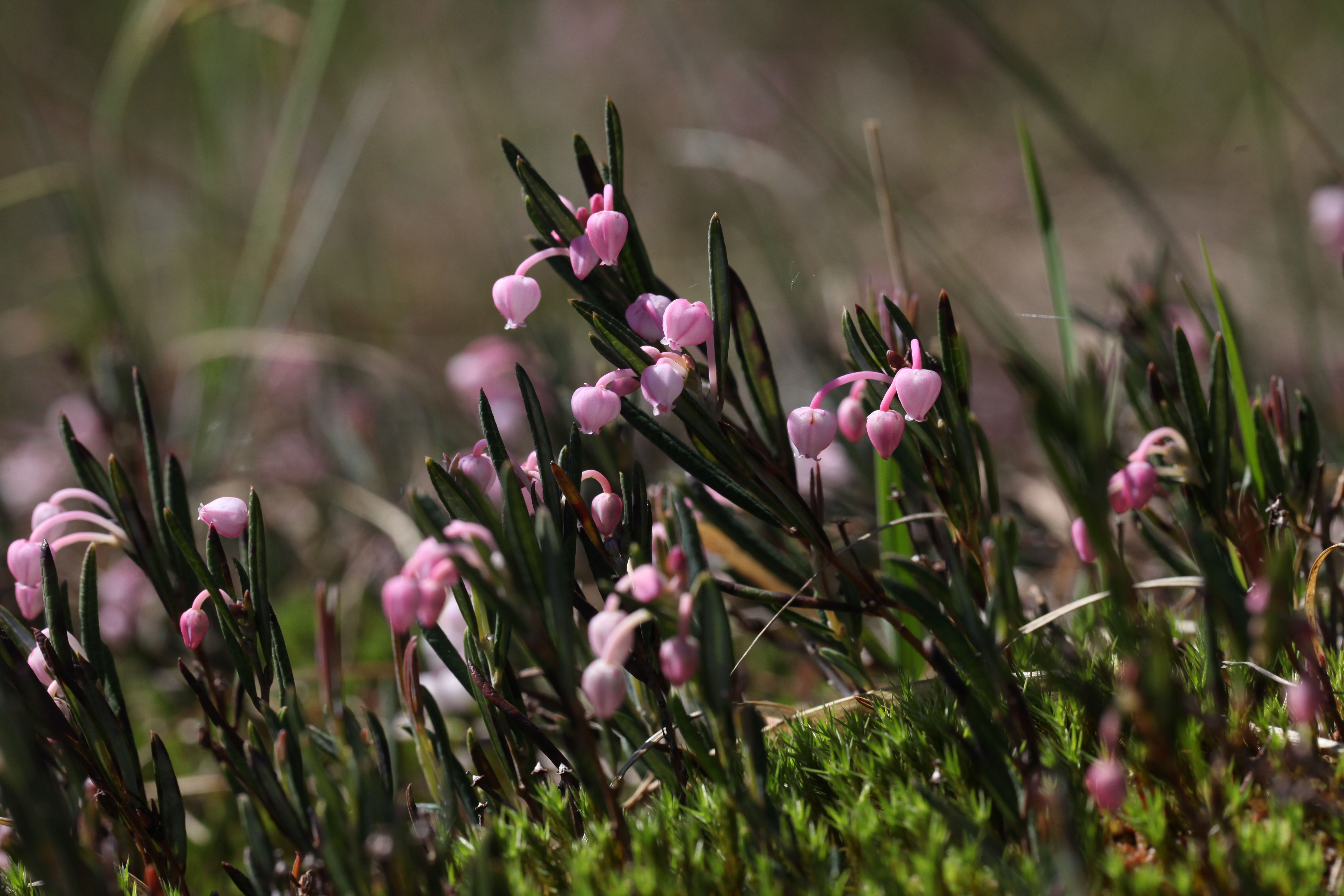
Andromède à feuille de polium

La flore comprend des espèces typiques de la tourbière bombée : Éricacées, Droseras, etc.

### Faune
Le site est remarquable pour sa diversité de papillons en particulier des espèces protégées comme le Cuivré de la bistorte ou le Nacré de la canneberge. 

## Intérêt touristique et pédagogique

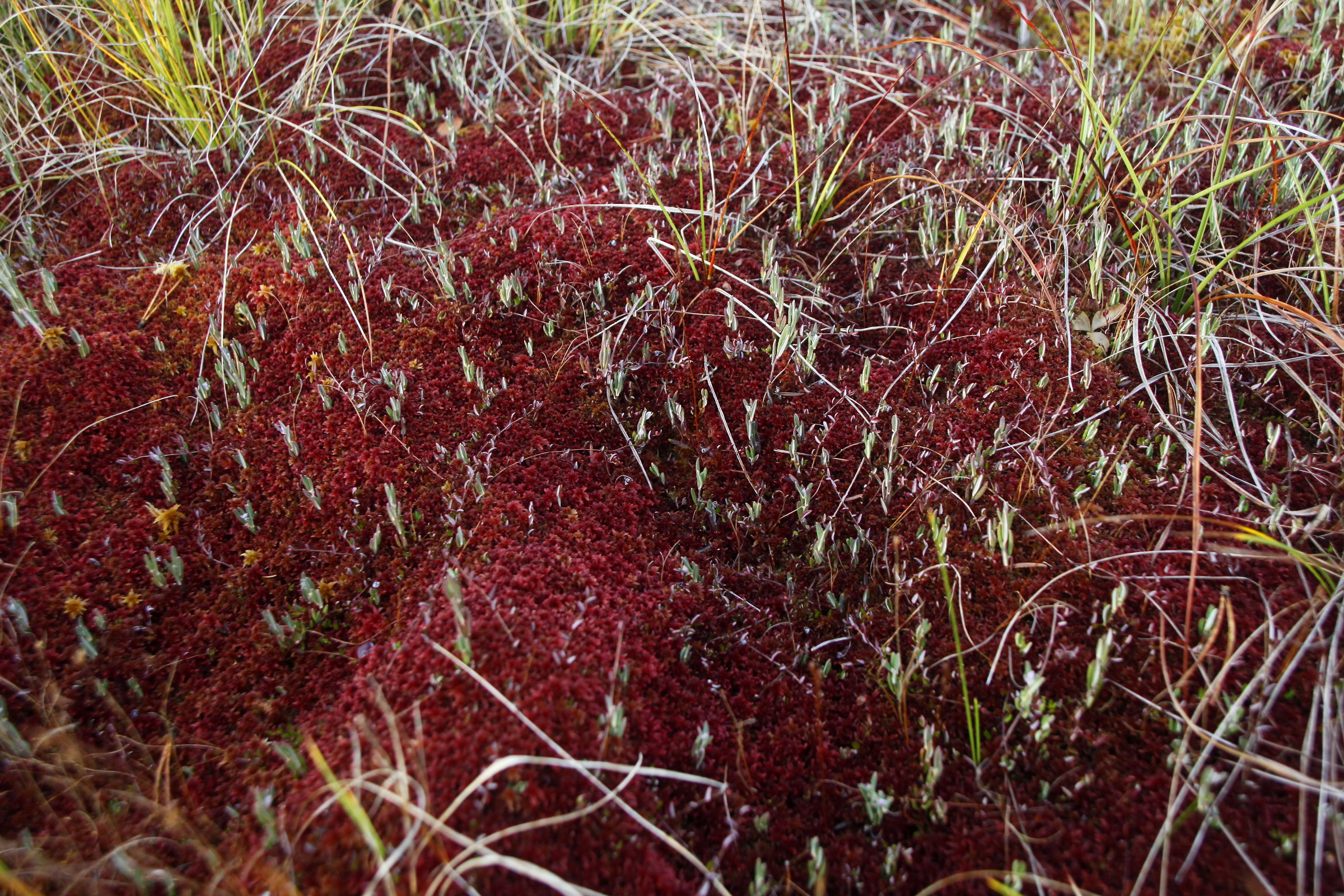
Sphaignes à l'automne.
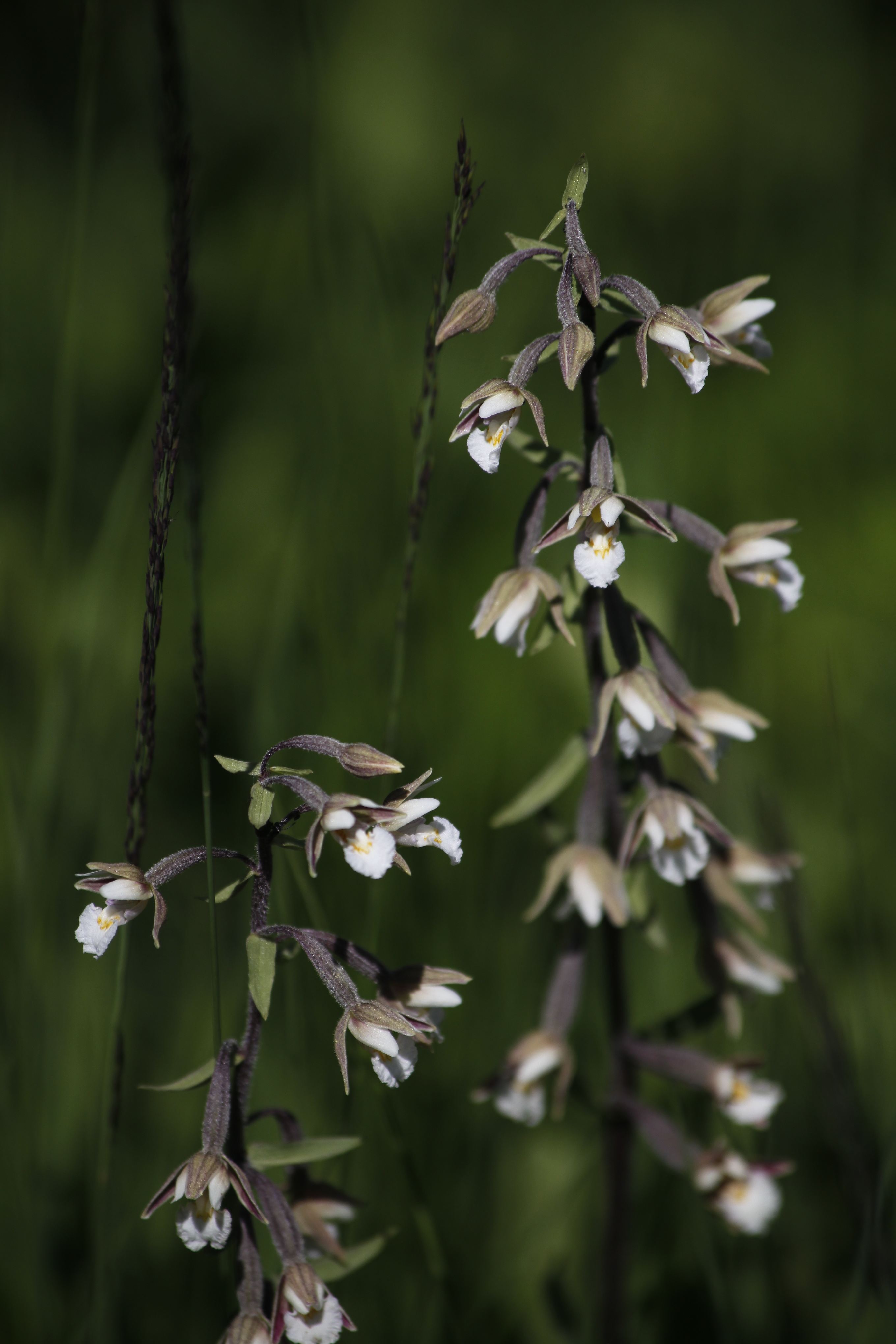
Epipactis des marais.
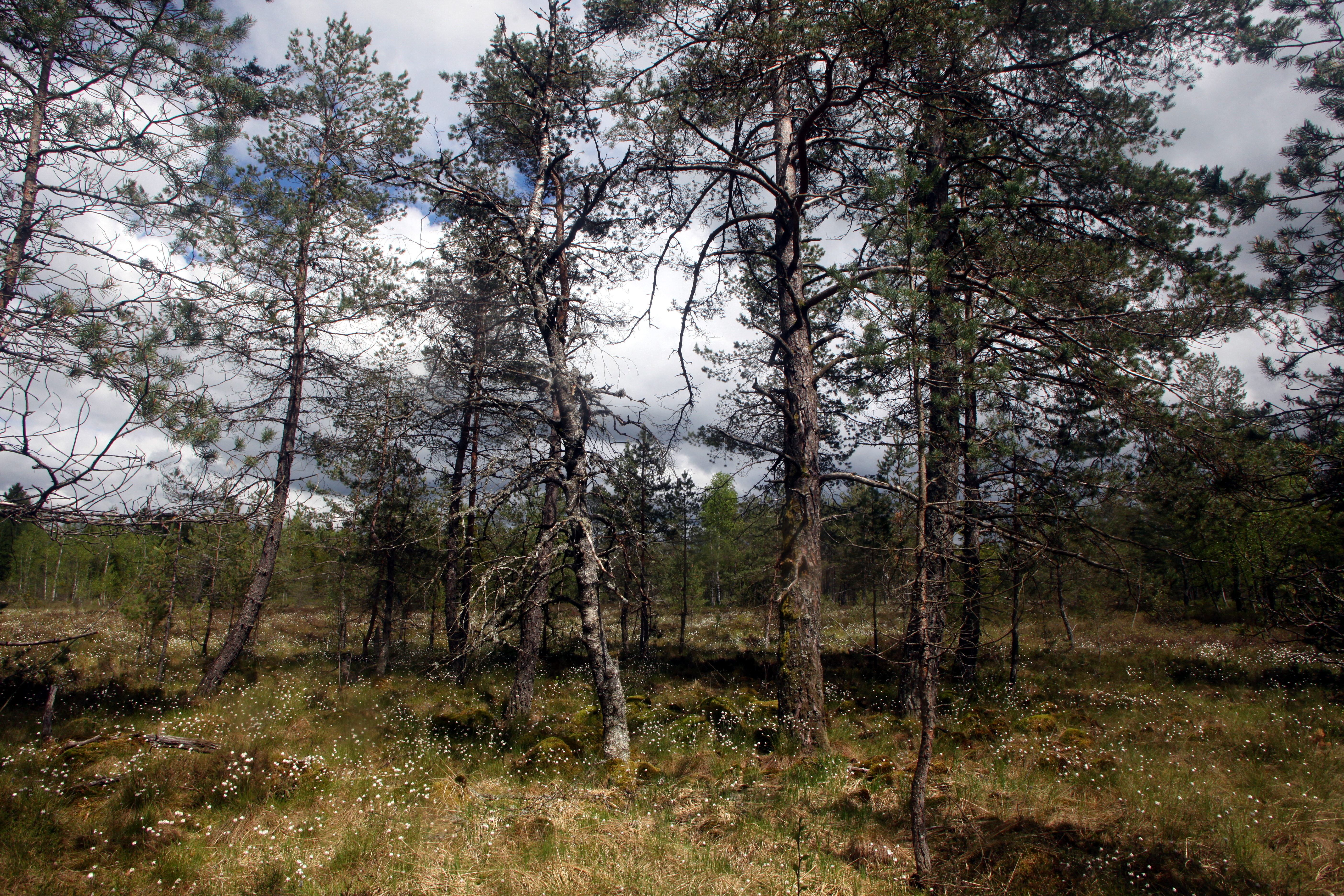
Pinède.
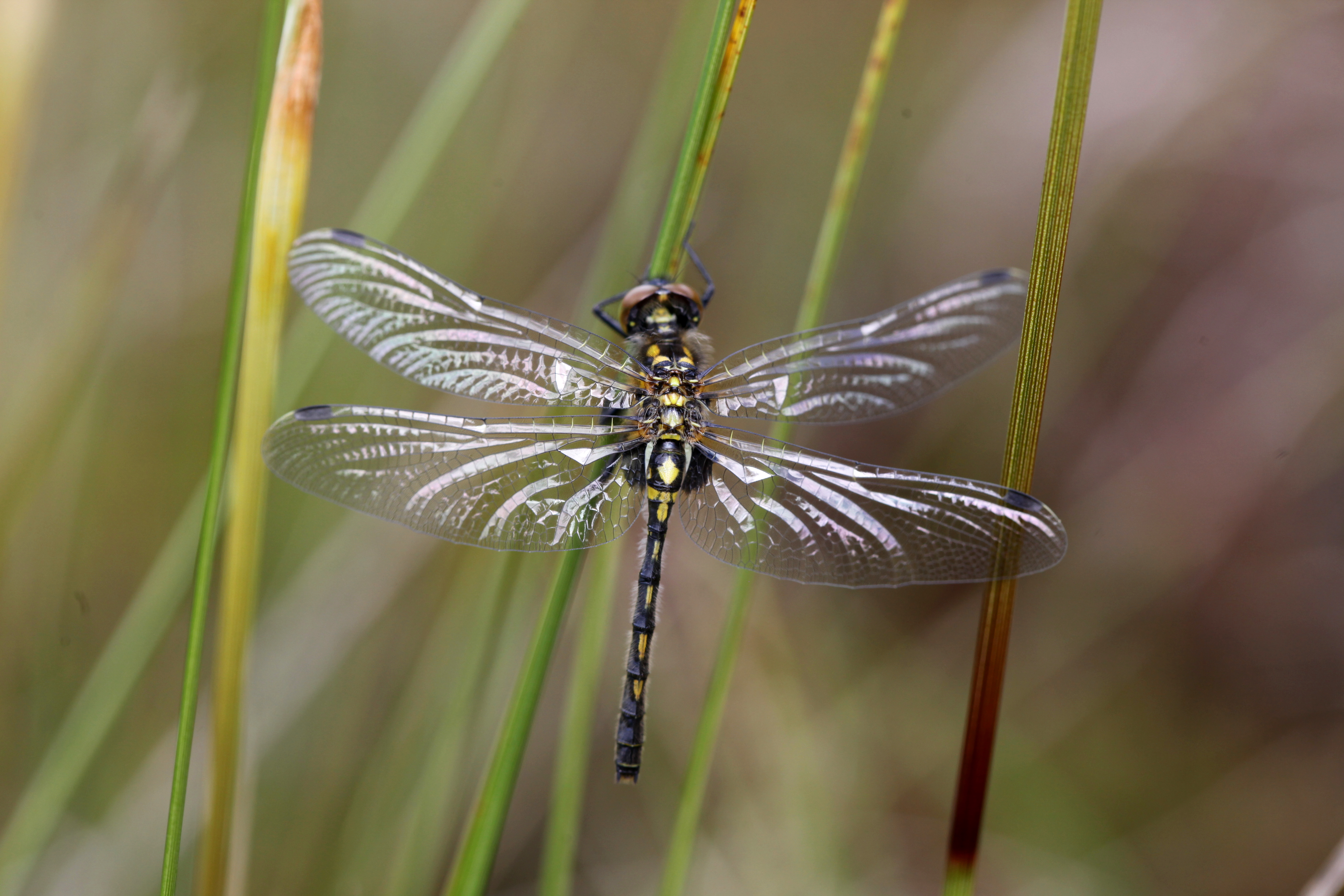
Leucorrhine douteuse.
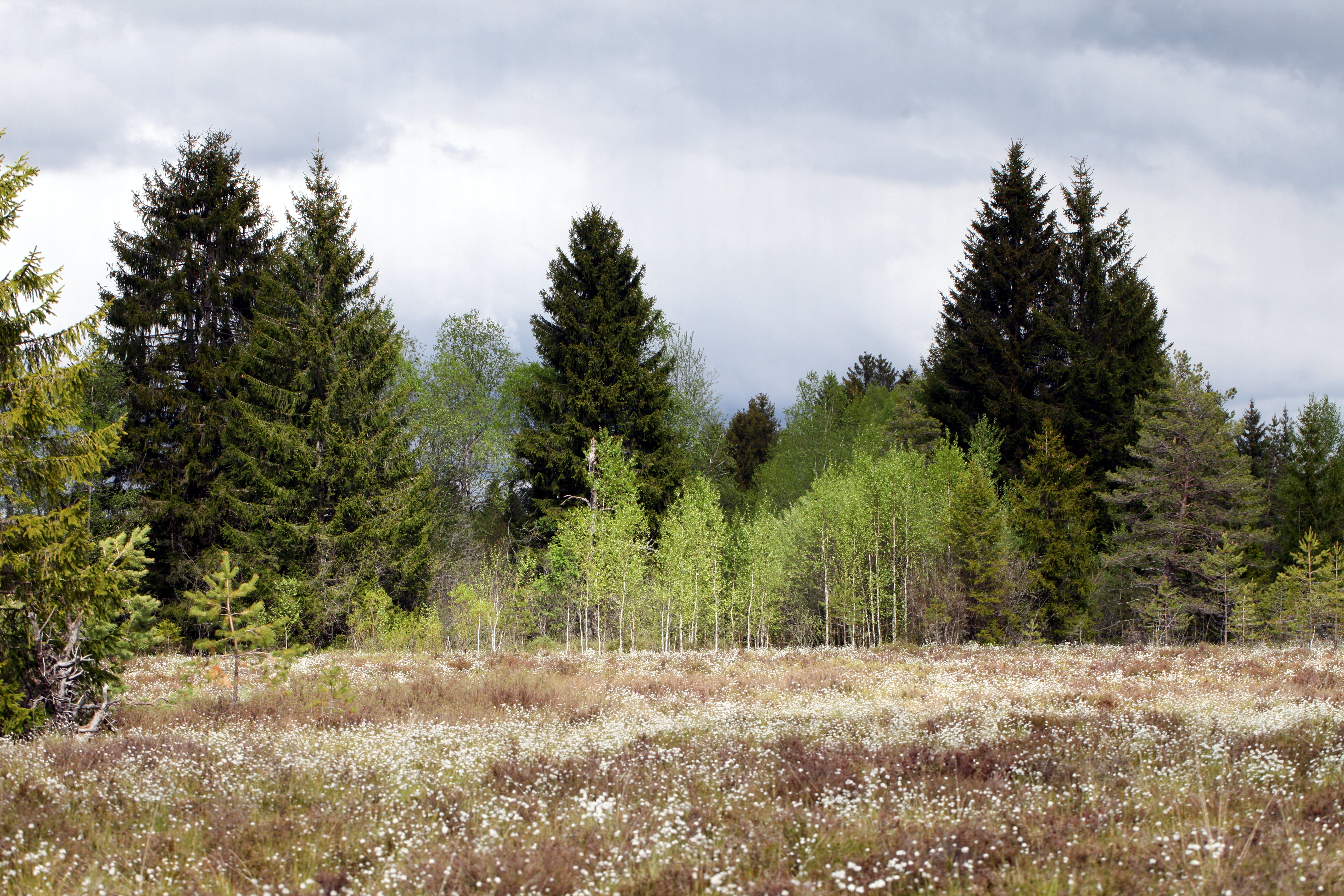
Linaigrettes.
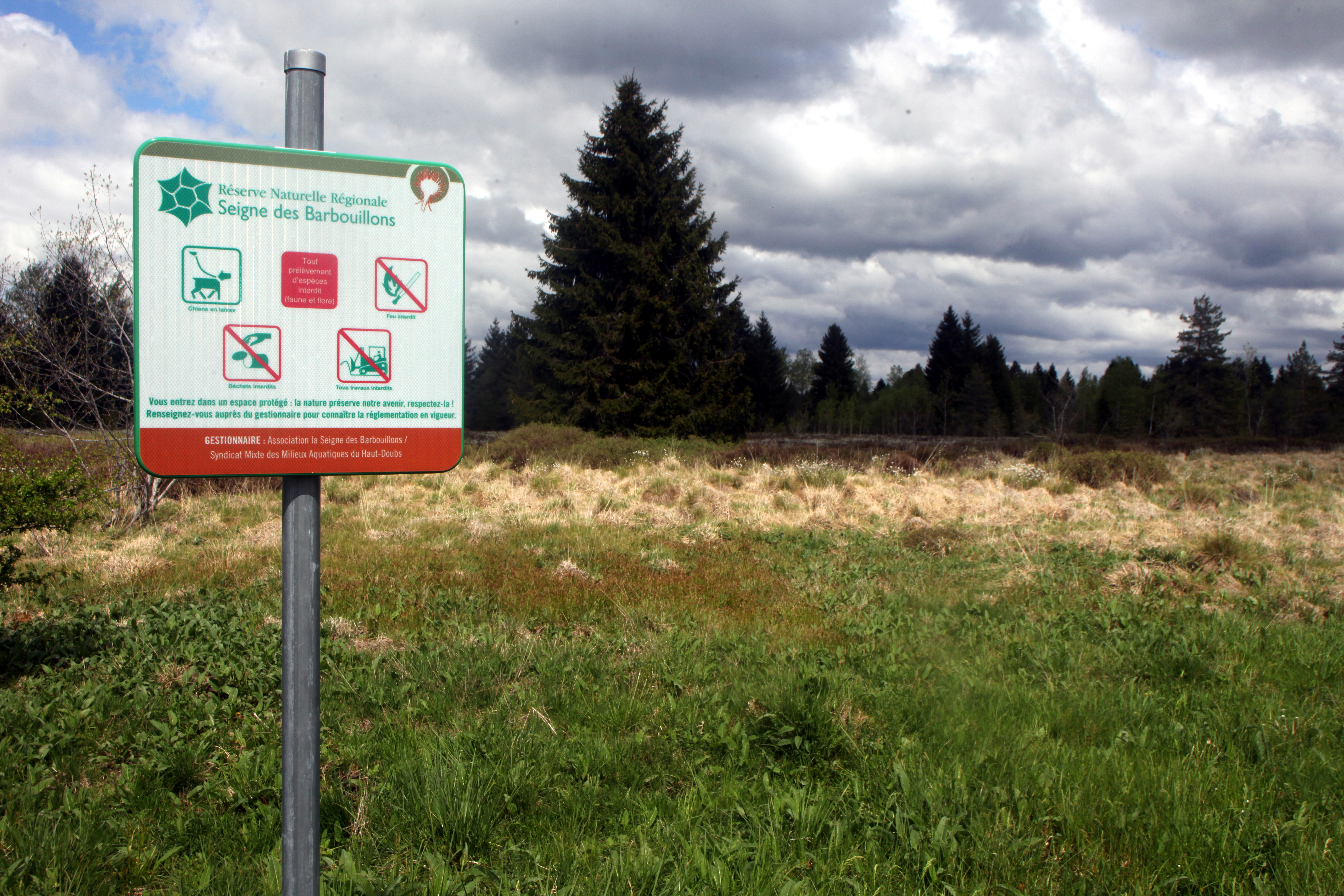
Balisage de la réserve naturelle.
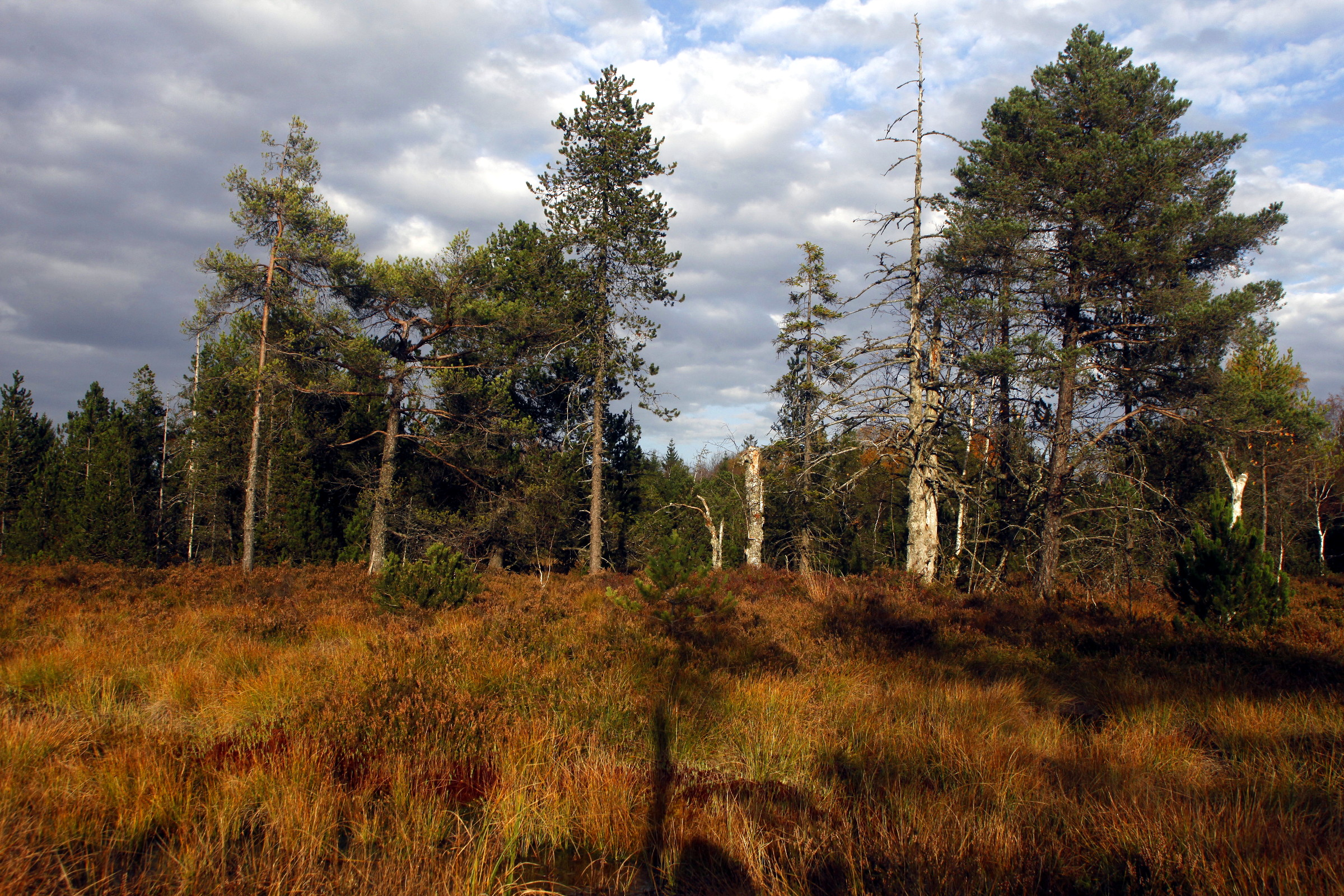
Pins à crochet.

## Administration, plan de gestion, règlement
La réserve naturelle est gérée par l'Association Gestion Seigne Barbouillons et le Syndicat mixte des milieux aquatiques du Haut-Doubs (SMMAHD).

### Outils et statut juridique
La réserve naturelle a été créée par une délibération du Conseil régional du 14 novembre 2014 pour une durée de 10 ans reconductible.
Depuis le 2 février 2021, le site fait partie du site Ramsar "Tourbières et lacs de la montagne jurassienne".